# Конституционный референдум в Йемене (2001)
Конституционный референдум был проведен в Йемене 20 февраля 2001 года. За поправки к Конституции проголосовали 77,2 % избирателей при явке 65,1 %.

## Результаты
| Выбор                               | Голосов   | %    |
| ----------------------------------- | --------- | ---- |
| За                                  | 1,871,878 | 77.2 |
| Против                              | 551,633   | 22.8 |
| Недействительные голоса             | 145,755   |      |
| Общая                               | 2,569,266 | 100  |
| Зарегистрированных избирателей/явка | 3,945,500 | 65.1 |
| Источник: Прямая Демократия         |           |      |